# 固体脂指数
固体脂指数（こたいししすう、英語: solid fat index、略称: SFI）とは、油脂の温度変化に対する性質の１つを表す数値である。この値が高い程、その温度において、その油脂に含まれる固体の脂の割合が高い。割合なので、数値はパーセントで記述する。たとえ同じ温度であっても、油脂の構成分子などにより、固体脂指数は異なる値を取り得る。英語では「Solid Fat Index」と言うため、頭文字を並べて、SFIと略す場合も有る。

## 定義
ある温度において、その油脂全体に占める、固体状の脂の割合をパーセントで示した物が、固体脂指数である。

## 固体脂指数の値の意味
油脂は一般に、低温では固体状の脂であり、高温では液体状の油の状態をしている。しかしながら、たとえ外見上は固体状の脂に見えても、様々な分子の混合物である油脂は、構成分子の一部は液体状の油の状態で、構成分子の一部は固体状の脂の状態である場合が有る。外見上は固体状の油脂の定性的な性質として、その油脂中に含まれる固体状の脂の割合が増加すれば、その固体状の油脂は硬くなる。反対に、その油脂中に含まれる液体状の油の割合が増加すれば、その固体状の油脂は柔らかくなる。

### 例
- 固体脂指数が、10パーセント以下では、その油脂は非常に柔らかい[1]。言い換えると、固形物としては取り扱い難い状態である。
- 固体脂指数が、15パーセントから25パーセントの範囲では、その油脂は可塑性を有する[1][2]。つまり、力を加えれば自在に変形させられる固形物のように振る舞う状態である。
- 概ね、固体脂指数が40パーセント以上では、その油脂は硬い固形の物体として振る舞う[1]。

## 油脂の種類による固体脂指数と温度との関係
固体脂指数における環境の変数は、温度である。油脂は、それを構成する分子が一定ではなく、分子量も一定ではない。そして、同じ温度でも、油脂の種類により、固体脂指数が異なる事は既述の通りである。ただ、それだけではなく、油脂の種類によって、ある温度変化を与えても、固体脂指数の変化量が同じとは限らない。例えば、カカオの種子を精製して製造するカカオ脂の場合は、安定形のβ形は31 ℃から35 ℃付近において、軟化せずに直ちに融解する。ただし、カカオ脂には結晶多型が存在し、同じカカオ脂でもα形の場合は、23 ℃から25 ℃付近で融解する。カカオ脂は、可塑性を示す温度範囲が極めて狭く、温度が僅かに変化しただけで固体脂指数が急変する温度帯が存在する。また例えば、ドデカン酸とグリセリンのエステルであるラウリン脂は、28 ℃から30 ℃で軟化して可塑性を持ち、30 ℃から37 ℃で融解する。これらに対して、ブタの脂を精製したラードの場合は、可塑性を示す温度範囲が10 ℃から25 ℃と広い。また、バターの場合は、可塑性を示す温度範囲が13 ℃から18 ℃である。
さらに、温度変化に対する固体脂指数の変化は、しばしば非線形である。